# 銀河学院中・高等学校
銀河学院中・高等学校（ぎんががくいん ちゅう・こうとうがっこう）は、広島県福山市大門町にある普通科の私立中学校・高等学校である。
校歌の作詞は岡田冨美子、作曲は服部克久。

## 沿革
- 1980年 - 学校法人福山学園により、福山女子高等学校として開校。
- 1997年 - 併設校として銀河学院中学校(男女共学)が開校。
- 1998年 - 男女共学化に伴い、高校の名称を銀河学院高等学校に変更。
- 2000年 - 中学3年生が宮沢賢治生誕祭に初出演[3]。
- 2008年 - 併設校としてぎんがの郷小学校が開校。
- 2010年 - 学校法人の名称を福山学園から銀河学院に変更。

## 東北研修旅行について
中学校では毎年「東北研修旅行」を行っている。これは、宮沢賢治の出身地である岩手県花巻市に行き、現地の矢沢中学校との交流をし、毎年8月に開かれる宮沢賢治生誕祭に出演する活動を要とする、いわゆる修学旅行である。
矢沢中学校との交流や賢治生誕祭出演も2000年から行っている。

## 部活動
★は強化指定部

### 運動部
- ★バレーボール（女子）
- ★バスケットボール
- バドミントン
- ソフトテニス
- 卓球
- ★陸上競技
- ★剣道
- ★サッカー（男子）
- ダンス
- 合気道

### 文化部
- サイエンス
- ★吹奏楽
- 書道
- ESS
- 茶道
- 箏曲
- 演劇
- 囲碁将棋
- 美術
- 放送

## 著名な出身者
- 壬生川真優（元アナウンサー）
- 赤田法生（サッカー選手）

## 最寄駅
- JR山陽本線:大門駅より徒歩7分。[4]